# Приходько, Николай Тарасович
Николай Тарасович Приходько (1920—1943) — советский военный разведчик. Курьер особого назначения партизанского отряда «Победители». Связной Николая Кузнецова. Герой Советского Союза (1943, посмертно). Партизанский псевдоним «Павленко».

## Биография
Николай Тарасович Приходько родился 22 мая 1920 года в городе Здолбунове Острогского повята Волынского воеводства Польской Республики в семье рабочих-железнодорожников Тараса Афанасьевича и Натальи Антоновны Приходько. Украинец. Окончил 3 класса школы имени Тадеуша Костюшко. Сначала батрачил в соседнем селе Глинск, затем работал извозчиком в Здолбунове.
Осенью 1939 года в результате Польского похода Красной Армии Волынь была включена в состав Украинской ССР. Н. Т. Приходько устроился грузчиком на станцию Здолбунов, где его наставниками стали рабочие-коммунисты. Под их влиянием Николай Тарасович одним из первых в городе вступил в комсомол. Он активно участвовал в общественной жизни города, способствуя укреплению Советской власти. По вечерам Н. Т. Приходько занимался в вечерней школе для рабочих, а по выходным подрабатывал контролёром в клубе железнодорожников. Способного комсомольского организатора, пользовавшегося большим авторитетом среди городской молодёжи, скоро назначили внештатным инструктором Здолбуновского райкома ЛКСМ Украины. Весной 1941 года Н. Т. Приходько был переведён на работу начальником отдела снабжения в одну из транспортных организаций Здолбуновского отделения Ковельской железой дороги.
С началом Великой Отечественной войны Николай Тарасович был назначен начальником одного из эвакуационных участков и активно занимался эвакуацией ценных грузов, документов и населения. Здолбунов Н. Т. Приходько покидал с последним эшелоном, когда немецкие войска уже входили в город. Однако далеко уйти ему не удалось. Близ Славуты эшелон был остановлен немцами, а сопровождавшие его должностные лица были арестованы и доставлены обратно в Здолбунов. Пока конвоиры обедали в привокзальной столовой, Николаю Тарасовичу удалось бежать. Несколько недель он пробирался к линии фронта и наконец, переплыв Тетерев на бревне, вышел в расположение советских войск. После проверки его направили в Пензу, где он был назначен на должность завхоза-кладовщика на складе Пензенского отделения райтрансторга Куйбышевской железной дороги.
Во время работы в Пензе Николай Тарасович дважды обращался в военкомат с просьбой отправить его на фронт, но оба раза его железнодорожная бронь была подтверждена. Наконец в начале весны 1942 года его вызвали в Москву. Весной 1942 года в одном из подмосковных дачных посёлков началось формирование оперативной разведгруппы, предназначенной для выполнения особых заданий командования в глубоком тылу противника. Командиром группы, впоследствии получившей название «Победители», был назначен полковник НКВД СССР Д. Н. Медведев. Группе предстояло вести разведывательно-диверсионную работу в районе города Ровно, превращённого немцами в столицу оккупированной Украины. В Ровно расположились штабы соединений и частей вермахта, тыловые службы, учреждения оккупационных властей, резиденции рейхскомиссара Украины и гауляйтера Восточной Пруссии Эриха Коха, начальника тыла немецкой армии генерала Карла Китцингера, командующего особыми карательными войсками генерала Макса Ильгена и других высокопоставленных чиновников нацистской Германии. Особый интерес представлял ровенский железнодорожный узел, через который осуществлялась переброска немецких войск и техники. В Москву стали также поступать данные о строительстве на территории Западной Украины секретного объекта «Вервольф». В состав отряда «Победители» был включён и Н. Т. Приходько, прошедший обучение в разведшколе при 4-м Управлении НКВД СССР.
Заброска отряда «Победители» в немецкий тыл осуществлялась небольшими группами, начиная с конца мая 1942 года. Николай Приходько вместе с Николаем Кузнецовым оказался в составе группы, которая была выброшена с парашютами в районе села Орестов 25 августа 1942 года. На первых порах в отряде Николай Тарасович специализировался на диверсионной работе. Вместе с другими бойцами отряда он участвовал в засадах на шоссейных дорогах, уничтожая немецких солдат и полицаев, добывая оружие и ценные документы. Во время одной из подвижных засад на шоссе Ровно-Костополь группа партизан, в составе которой был и Н. Т. Приходько, перехватила немецкий Opel Admiral, в котором находились высокопоставленные офицеры связи вермахта, у которых были изъяты топографические карты с указанием точного местоположения ставки Гитлера под Винницей.
Через месяц после прибытия в отряд Н. Т. Приходько получил задачу организовать в Ровно и Здолбунове сеть явочных квартир, установить связь с местным подпольем и по возможности привлечь к сотрудничеству местных жителей для сбора разведывательной информации. Николай Тарасович справился с поставленной задачей блестяще, сделав ставку на своих ближайших родственников и старых товарищей, которых он знал по комсомольской работе ещё до войны. В Здолбунове ими стали его родная сестра Анастасия, Михаил и Сергей Шмереги. Здесь же ему удалось установить контакт с местной подпольной организацией, которую возглавлял Дмитрий Красноголовцев. В Ровно неоценимую помощь партизанскому отряду оказывали старший брат Николая Приходько Иван и его жена Софья Иосифовна. Благодаря проделанной Н. Т. Приходько работе в Ровно для ведения разведывательной и диверсионной работы смог перебраться Николай Кузнецов, в партизанский отряд стала регулярно поступать ценная информация о работе здолбуновского и ровенского железнодорожных узлов, в доме Ивана Приходько, несмотря на регулярные облавы, около месяца работала радистка Валентина Осмолова. Когда дальнейшее пребывание радистки в Ровно стало опасным, обязанность по обеспечению связи Н. И. Кузнецова с отрядом «Победители» была возложена на Н. Т. Приходько.
Для связи с Кузнецовым-Зибертом партизаны обустроили специальное место в двадцати километрах от Ровно, которое они называли «зелёный маяк». Пешком, на велосипеде или на лошади Приходько добирался до маяка, где производил обмен пакетами с курьером, прибывшим из партизанского отряда. Когда требовала обстановка, Николай Тарасович доставлял послания от Николая Кузнецова непосредственно в отряд. 21 февраля 1943 года Приходько в очередной раз доставил пакет из Ровно в партизанский лагерь. Переночевав в отряде, утром следующего дня он с пакетом для Кузнецова отправился в обратный путь. Взяв в селе Козлин оставленную там накануне конную подводу, Николай Тарасович к шести часам вечера выбрался на Тучинское шоссе у села Осада Краховецкая, где был остановлен для проверки документов совместным пикетом фельджандармов и полицаев. Проверок Приходько не боялся — его документы были в полном порядке. Но жандармы, очевидно, имели на Приходько оперативную ориентировку. Один из полицаев начал обыскивать подводу, в которой у Николая Тарасовича под сеном лежали противотанковые гранаты и оружие. Допустить провала Приходько не мог. Выхватив автомат, он длинной очередью уложил шестерых из двенадцати жандармов и полицаев и погнал лошадей в сторону Великого Житина. Ответным огнём Николай Тарасович был ранен в левое плечо, но что ещё хуже, стрельба всполошила немецкий гарнизон в Великом Житине. Грузовик с немецкими солдатами блокировал дорогу, и Приходько повернул лошадей в сторону леса. Огнём из пулемёта была убита одна из лошадей. Николай Тарасович был ранен второй раз, но сумел выпрячь оставшуюся лошадь из повозки и помчался к спасительным зарослям. До леса оставалось всего триста метров, когда пулей была убита вторая лошадь. Сил бежать у тяжело раненого Приходько не осталось. Уничтожив секретный пакет, он принял неравный бой. Отстреливаясь до последнего патрона, Николай Тарасович уложил четырёх немецких солдат, после чего подпустил врага поближе и метнул в толпу солдат и полицаев противотанковую гранату, уничтожив ещё шестерых фашистов и их прислужников. Последней пулей он выстрелил себе в лицо, сделав невозможным опознание.
Тело Приходько полицаи опознать не смогли и бросили его в Великом Житине. Местные жители тайно похоронили его в лесу недалеко от села. 2 марта 1943 года командир отряда «Победители» Д. Н. Медведев доложил в Москву о подвиге курьера особого назначения «Павленко» и ходатайствовал о присвоении ему звания Героя Советского Союза посмертно. Указ Президиума Верховного Совета СССР был подписан 26 декабря 1943 года. Могила Н. Т. Приходько была обнаружена в 1964 году. Его останки с воинскими почестями были сначала перенесены в Великий Житин, а позднее перезахоронены на военном (Дубенском) кладбище в Ровно.

## Награды
- Медаль «Золотая Звезда» (26.12.1943, посмертно);
- орден Ленина (26.12.1943, посмертно).

## Оценки и мнения
Николай сам признавался, что его всего «колотит», когда он видит человека в немецком мундире и что руки его «аж так и тянутся к автомату».— Из воспоминаний заместителя командира отряда «Победители» по разведке А. А. Лукина.

Его не очень-то удовлетворяла осторожная и кропотливая, хотя и полная опасностей, работа разведчика-связного. Мечтал Коля о боях, о рукопашных схватках, о диверсиях под носом у врага — в общем обо всём, в чём мог проявиться его открытый, рвущийся наружу темперамент. Встречаться с фашистами в открытом бою и уничтожать их — вот о чём только и думал партизанский богатырь.— Из воспоминаний заместителя командира отряда «Победители» по разведке А. А. Лукина.

Ещё перед вылетом на аэродроме Кузнецов выделил чем-то высокого добродушного богатыря со спокойными манерами очень сильного физически человека, с неожиданно по-детски пухлыми губами. Выглядел он, несмотря на рост и сложение, совсем молоденьким и каким-то очень гражданским. Оружие в его больших руках казалось просто неуместным.— Т. К. Гладков, историк разведки.

Коле Приходько шёл двадцать второй год. Он был огромного роста — как говорят, косая сажень в плечах, — ладно сложен, с хорошим лицом и добрыми карими глазами. Такими мне представлялись всегда былинные богатыри. Приходько и в самом деле обладал богатырской силой и выносливостью. Ничто не страшило его; он рвался туда, где опаснее— Из воспоминаний командира партизанского отряда «Победители» Д. Н. Медведева.

## Память
- Памятник Герою Советского Союза Н. Т. Приходько был установлен на привокзальной площади города Здолбунова. Снесён в апреле 2022 года[8].
- Имя Героя Советского Союза Н. Т. Приходько носит железнодорожная платформа 142-й километр Львовской железной дороги.
- На станции Здолбунов существует дом-музей Героя Советского Союза Н. Т. Приходько.
- В городе Ровно Украины есть улица Приходько.
- Возле села Новая Украинка, на развилке неподалёку места последнего боя Приходько, установлена памятная стела. Раньше там находился бронзовый памятник-бюст партизану, но он был похищен неизвестными.